# Auricuprid
Auricuprid är en naturligt förekommande, mycket formbar legering mellan koppar och guld med den kemiska sammansättningen Cu3Au. 

## Egenskaper
Auricuprid hör till det ortorombiska kristallsystemet och förekommer som formbara korn eller platåmassor. Dess färg är ogenomskinligt gul med en rödaktig nyans. Den har en hårdhet på 3,5 och en specifik vikt på 11,5. Molekylarvikten är 
387,60 g fördelat på 49,18 procent koppar och 50,82 procent guld.
En variant som kallas tetraauricuprid (CuAu) finns. Silver kan förekomma vilket resulterar i sorten argentocuproaurid (Cu3(Au,Ag)).

## Förekomst
Auricuprid beskrevs först 1950 som en förekomst i Uralbergen i Ryssland. Det förekommer som lågtemperaturblandningsprodukt i serpentiniter och som reduktion "halos" i redbedavlagringar. Det påträffas oftast i Chile, Argentina, Tasmanien, Ryssland, Cypern, Schweiz och Sydafrika.